# Clarence Clark
Clarence Munroe Clark (* 27. August 1859 in Germantown, Philadelphia, Pennsylvania; † 29. Juni 1937 ebenda) war ein US-amerikanischer Tennisspieler.

## Karriere
Clarence Clark gewann 1881 gemeinsam mit seinem Landsmann, dem Ingenieur Frederick Winslow Taylor, die ersten amerikanischen Tennismeisterschaften im Herrendoppel gegen Alexander van Rensselaer and Arthur Newbold mit 6:5, 6:4, 6:5. Ein Jahr später erreichte er das Finale im Herreneinzelbewerb, unterlag jedoch Richard Sears mit 6:1, 6:4, 6:0. Fast ein Jahrhundert später erfolgte 1983 postum die Aufnahme in die International Tennis Hall of Fame.